# Obilne, Melitopol
Obilne (în ucraineană Обільне) este un sat în comuna Semenivka din raionul Melitopol, regiunea Zaporijjea, Ucraina.

## Demografie
Componența lingvistică a localității Obilne
     Rusă (84,96%)
     Ucraineană (13,28%)
     Romani (1,17%)
Conform recensământului din 2001, majoritatea populației localității Obilne era vorbitoare de rusă (84,96%), existând în minoritate și vorbitori de ucraineană (13,28%) și romani (1,17%).